# Iaido

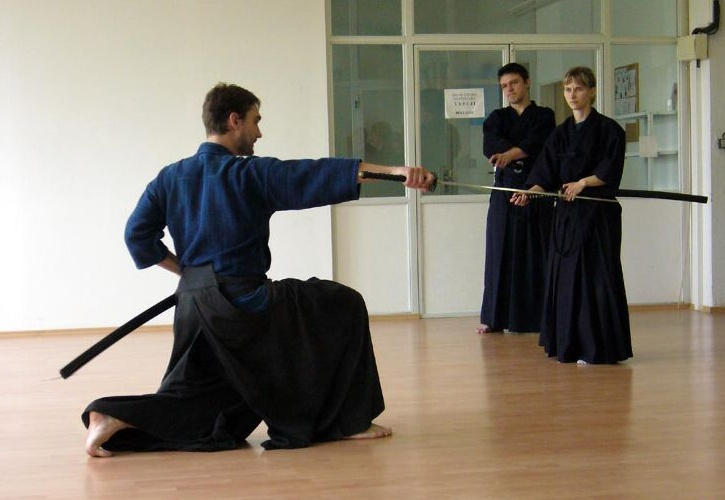
Iaido

Iaidō (居合道) är en japansk modern budōart. Iaidō kan beskrivas som konsten att dra det japanska svärdet, katana. Iaidōns ursprungliga tekniker kom till för att användas i strid, men har numera ersatts av andra intentioner. Man tränar Iaidō ensam mot tänkta motståndare enligt noga bestämda rörelsemönster. För de som tränar på avancerad nivå kan det snarare beskrivas som en slags meditation i rörelse för att öva upp sitt intuitiva handlande, för att bevara lugnet i stressade situationer, balans, harmoni med mycket fokus på koncentration. Iaidō kan översättas till "vägen till harmoni med nuet" eller "vägen till harmonisk närvaro". Karaktäristiskt för iaidō är att utövaren drar svärdet och hugger i samma rörelse. Detta kallas nuki-tsuke på japanska. Iaidōn utvecklades under den japanska senmedeltiden för att användas och fungera i strid och övningarna hade striden som huvudsyfte. Idag övar man i princip samma tekniker som då, dock utan en reell strid som mål. Man utövar Iaidō t.ex. av intresse för japanska traditioner, motion, eller själslig utveckling.

## Historik

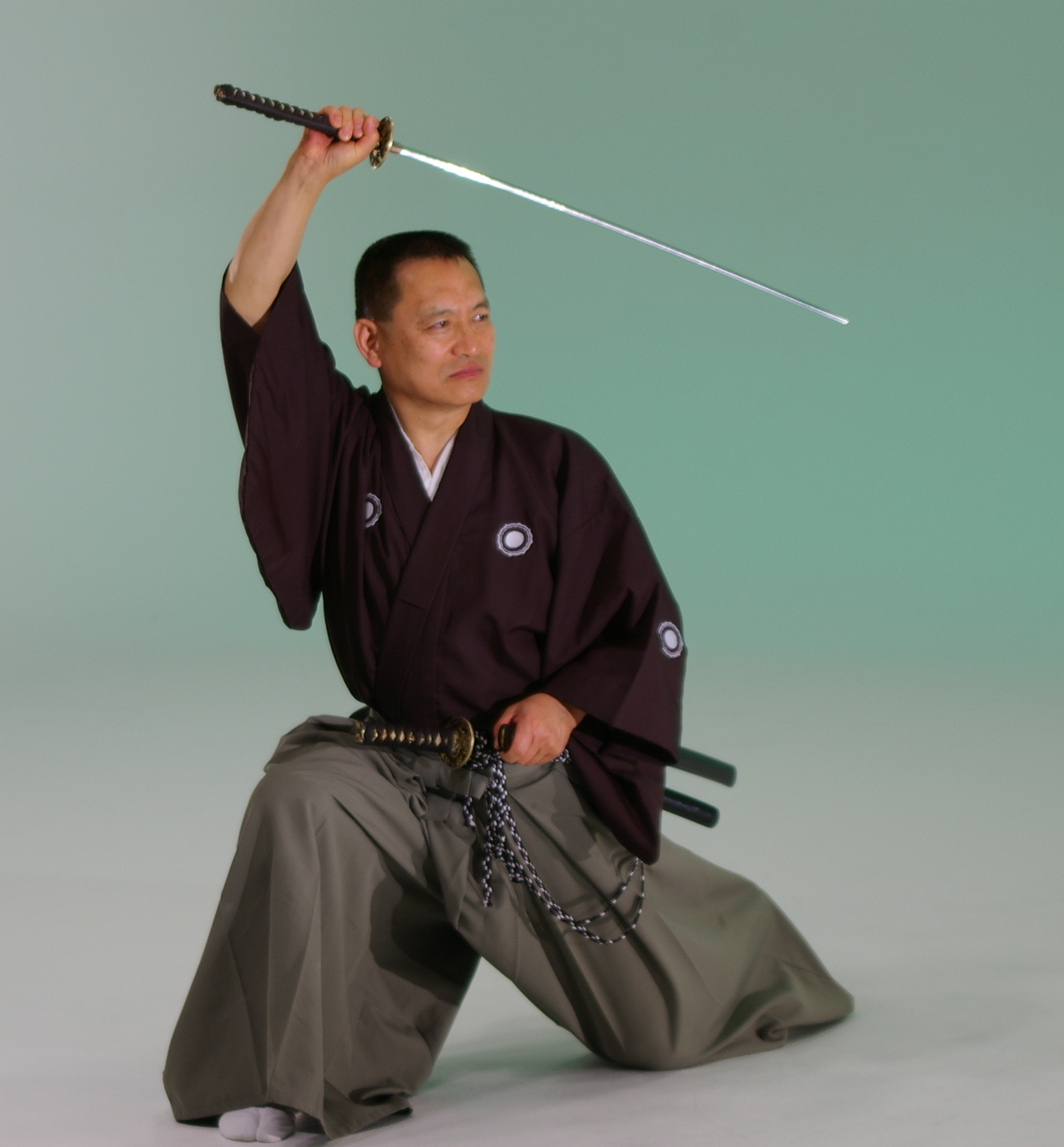
Niina Gyokudo, en Mugai-ryū sōke, demonstrerar Inchuyotekniken.

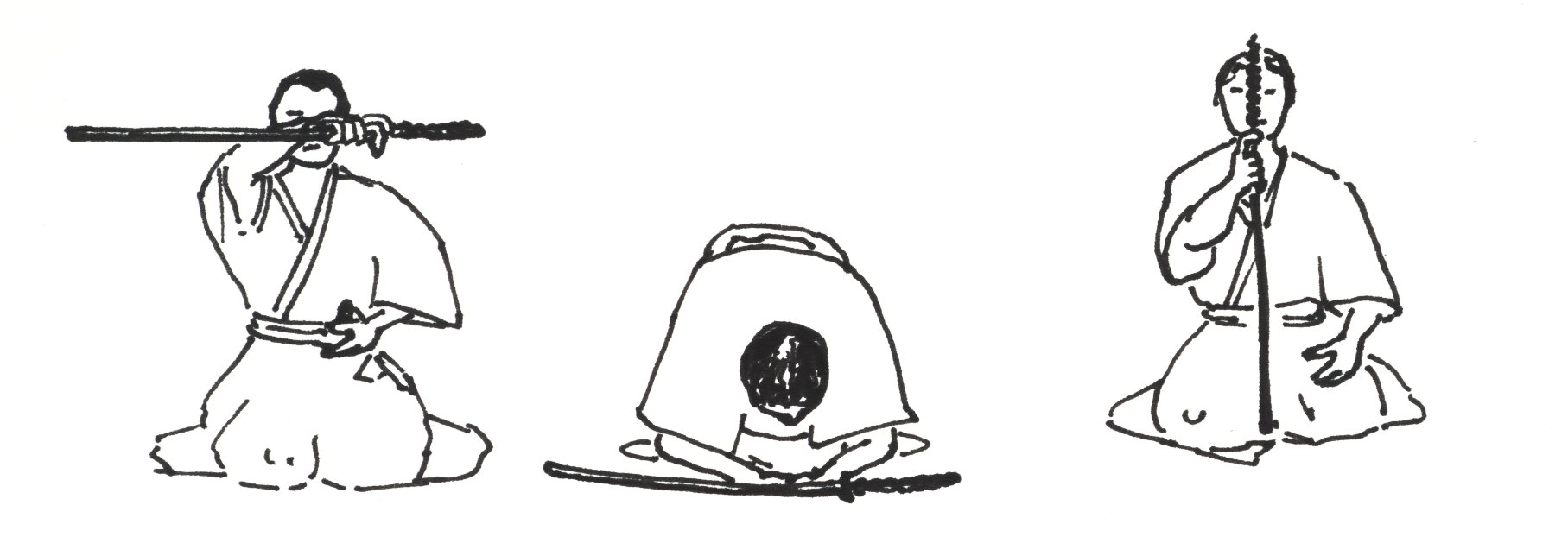
Respekt för svärdet (tōrei) som visas före och efter övning.

Ända sedan de första japanska svärden började smidas under 700-talet har man också tränat sig i konsten att använda dem i strid. Det skulle ta flera hundra år att forma de tekniker som än i dag är kända och fortfarande tränas. Svärdets lätt krökta form, och sättet man bar det på, vid sidan av kroppen, gjorde att det gick snabbt att dra vid ett plötsligt anfall.
Under 1400-talet började Izasa Ieano (飯篠 長威斎 家直 Iizasa Chōi-sai Ienao, c.1387–c.1488), grundare av svärdsskolan Tenshin Shōden Katori Shintō-ryū, utveckla ett system, där man direkt i draget av svärdet utdelade en attack eller utförde en parering. Dessa tekniker har sedan dess varit en del av många kända svärdsskolor. Några exempel på sådana som fortfarande finns bevarade är Kage-ryū, Shinkage-ryū, Hōki-ryū och Tatsumi-ryu Heihō. En annan känd skola från den tiden, som i huvudsak fokuserade på iaijutsu, var Shinmei Muso-ryū grundad av Hayasuizake Jinsuke Shigenobu (1546-1621). Flera av de yngre skolorna som är stora idag härstammar ifrån denna. Till exempel Musō Jikiden Eishin-ryū, Musō Shinden-ryū , Tamiya-ryu och Mugai-ryū. Många betraktar därför Hayasuizake Jinsuke Shigenobu som den som verkligen banade väg för den moderna iaidon.
Utvecklingen under det senaste århundradet, och främst i och med utvecklingen av iaidō som en sport och idrott inom det japanska kendoförbundet, har inneburit att flera skolor förändrats och blivit mer eller mindre renodlade iaidōskolor. De tydligaste exemplen på sådana skolor är Musō Jikiden Eishin-ryū och Musō Shinden-ryū. Båda dessa är grenar av Hasegawa Eishin-ryū, vilken innehöll ett stort antal partekniker (kumitachi, 組太刀) både med kortsvärd (kodachi) och långsvärd (ōdachi). Tosa-linjen av skolan hade även assimilerat de två skolorna Itabashi-ryū bojutsu och Natsubara-ryū Yawara (jūjutsu) vilka tränades sida vid sida med övriga tekniker. Idag finns fortfarande ett fåtal grenar av skolorna som fortfarande håller liv i alla dessa tekniker, men det är mycket ovanligt.

### Seitei Iaidō

Nio moment i katan Mae utförd av Marc Domon, Ken Shin Kai

Seitei Iaidō (制定 居合道) ("Iaidō"ns grund) eller japanska kendoförbundets Zen Nippon Kendō Renmei ZNKR Iaidō är standardsetet av iaidōkata fastställda 1968 av en kommitté sammanställd av japanska kendoförbundet (ZNKR).
De tolv Seitei iaidō-kata (seitei-gata) är standardiserade för utbildning, främjande och propagerande för iaidō inom kendōförbunden. Fastän inte alla dōjō lär ut seitei iaidō, så använder AJKF dem som en standard för sina iaidōexamina och shiai. Som ett resultat har seitei iaidō blivit den mest erkända iaidōformen i Japan och resten av världen. Eftersom det är en extremt standardiserad form, så övas Seitei Iaidō inte bara i Japan utan på tämligen likartat sätt världen över.

### Tōhō Iaidō
Japanska Iaidōfederationen (ZNIR) Zen Nihon Iaido Renmei, grundad 1948, har ett set om fem iaidōformer, Tōhō Iaidō. Dessa är i huvudsak ZNIR-ekvivalenten för Seitei Iaidō-setet. Följande fem former är från de fem skilda främsta iaidōskolorna.
- Maegiri från Musō Jikiden Eishin-ryū
- Zengogiri från Mugai-ryū
- Kiriage från Shindō Munen-ryū
- Shihōgiri från Suiō-ryū
- Kissakigaeshi från Hōki-ryū

## Träningsmetoder
Iaidō tränas med bokken (木剣, träsvärd, kallas även 'bokuto', 木刀), iaitō (居合刀, oslipade träningssvärd av metall) eller shinken (真剣, skarpslipade svärd av metall). Ett iaitō är oftast tillverkat av en särskild legering av zink och aluminium, som gör svärdet lättare och bättre lämpat för nybörjarträning.
All iaidō utförs som kata (förutbestämda "mönster"). Utövarna bär keikogi (träningsjacka) och hakama (en vid, veckad byxa som traditionellt bars av samurajerna). Under hakama bärs också obi, bältet, i vilket svärden är nedstuckna med eggen uppåt. Det förekommer både kata som utförs individuellt mot en tänkt motståndare och kata i par med en angripare och en försvarare. Parövningar utövas oftast av säkerhetsskäl med bokken.

## Tävlingssport
En tävling i Iaidō går till på så sätt att två iaidōkas gör var sin serie kator samtidigt på varsin bana, placerade parallellt med varandra. De tävlande bedöms av ett antal domare, oftast tre, som väljer en vinnare genom inbördes röstning med flaggor, antingen röd eller vit, med hänsyn till bäst utövad teknik och inlevelse. En tävlande kan alltså vinna med 2-1 eller 3-0 med sin respektive flaggfärg.
Iaidō organiseras idag som idrott inom ett flertal olika förbund och organisationer. Den internationellt största är Zen-Nippon Kendō Renmei (all-japanska kendōförbundet). I likhet med de flesta andra budōorganisationer använder de ett graderingssystem med kyu- respektive dangrader. I Sverige är 4 kyu den första graden och man avancerar sedan neråt till 1 kyu för att sedan gå över till 1 dan och fortsätta uppåt. Olika bältesfärger eller markeringar för de olika graderna används inte. 
Kendōförbundet har även tagit fram ett förenklat standardsystem innehållandes 12 kata. Detta set kallas ofta ZenKenRen seitei iai och är framför allt ett försök att skapa ett tvärsnitt av traditionell iaidō, för att göra iaidon mer lättillgänglig, framför allt för kendō-utövare. Dessa kata tränas av nybörjare och ligger till grund för graderings- och tävlingssystemet. Längre upp i graderna förväntas studierna övergå till en traditionell koryu. Eftersom iaidō är en relativt liten budōart i Sverige är det ofta svårt för mindre klubbar att erbjuda regelbunden koryuträning. Det anordnas dock träningsläger regelbundet runt om i Sverige, vilket ger även utövare från mindre klubbar möjligheten att träna koryu. 
Inom kendoförbundet framhäver man ofta att Iaidō har mycket starka band till kendo, och det är vanligt att man utövar både kendō och iaidō för att få olika perspektiv på den japanska svärdskonsten. Utanför förbundet finns naturligtvis en helt annan syn, då kendō aldrig varit en del av deras träning, istället har där bevarats en större del av de traditionella skolornas innehåll, till exempel:  kumitachi (組太刀:くみたち?) (parövningar). Inom kendoförbundet är det mycket ovanligt att träna något annat än individuella kata.